# 中国人民解放军海军西沙水警区
中国人民解放军海军西沙水警区，机关驻地海南省三沙市西沙区永兴岛，是中国人民解放军海军榆林基地的水警区。

## 沿革
1972年11月28日，海军遵照中央军委1971年1月14日和中国人民解放军总参谋部1971年9月18日批复，组建海军西沙巡防区，执行团级权限，归属榆林基地建制，编制396人。（12月24日，南海舰队命令执行）。1976年7月31日，海军遵照中央军委1976年3月17日文件，将西沙巡防区扩建为西沙水警区，执行师级权限，归属榆林基地建制。（8月20日南海舰队命令执行，并于1977年8月1日正式成立西沙水警区。）

## 编制

### 守备营
在永兴岛、石岛、东岛、琛航岛、珊瑚岛、金银岛、中建岛驻有守备部队。

### 雨水班
西沙水警区的雨水班是中国人民解放军中唯一的雨水班，只有三名队员。由於西沙群島缺少淡水，为解决供水难题，上级於1999年为西沙興建雨水收集净化库，將雨水过滤净化以供直接饮用。雨水班中的三名官兵为西沙居民提供收水、净水、供水服務，並进入了战斗序列，成为中国人民解放军全军唯一的特殊编制。

## 历任领导
| 司令员 - 刘喜中（1977年8月—1981年3月） - 石天定（1982年—1985年） …… - 施祖圣（？—？） …… - 李新根海军大校（？—？） - 徐长银海军大校（？—？） - 陈昌锋海军大校（？—2012年） - 刘堂海军大校（2012年—） | 政治委员 - 刘修生（1978年—1983年） …… - 刘卫东海军少将（？—1990年） …… - 陈俨海军大校（2003年12月—2011年） - 郭建齐海军大校（2011年—2015年） - 柯和海海军大校（2015年—） |